# Nikola Marković
Nikola Marković (in serbo Николa Мaрковић?; Belgrado, 7 luglio 1989) è un cestista serbo.

## Carriera
Faceva parte della nazionale che agli Europei Juniores 2007 in Spagna ha vinto la medaglia d'oro.
Con la Serbia ha disputato due edizioni dei Giochi del Mediterraneo (Pescara 2009, Mersin 2013).

## Palmarès
- Campionato rumeno: 1

Oradea: 2018-19
- Supercoppa di Romania: 1

CSM Oradea: 2020